# Tio-spojevi
Tio-spojevi (prema grč. ϑεῖον: sumpor) su sumporni kemijski spojevi koji se odvode od sličnih (analognih) kisikovih spojeva zamjenom jednog ili više kisikovih atoma atomima sumpora. Tako bi se u organskoj kemiji od alkohola, zamjenom kisika sumporom, dobili tioalkoholi (tioli), od ketona tioketoni, od etera tioeteri, od fenola tiofenoli, a u anorganskoj kemiji od sulfata tiosulfati, od cijanata tiocijanati i tako dalje.

## Tioindigo pigmenti
Među organskim pigmentima zauzimaju tioindigo pigmenti važno mjesto. Nesupstituirani tioindigo, od kojeg se ti pigmenti odvode, nema pigmentnih svojstava, ali se ona pojavljuju supstitucijom u objema aromatskim jezgrama, posebno u položajima neposredno uz susjedni prsten. Kao supstituenti važni su u prvom redu metilna skupina i halogeni elementi, posebno klor. Tioindigo pigmenti dostupni su u različitim nijansama od narančaste i crvene do ljubičaste i smeđe. To su uglavnom svjetlostalni pigmenti snažne (intenzivne) boje i dosta dobre otpornosti prema otapalima. Najpoznatiji je među njima tioindigo crveni pigment (C.I. PR 88, 73 312), koji se zbog svoje postojanosti na svjetlu, prema atmosferilijama i migraciji mnogo upotrebljava u različitim industrijskim lakovima, na primjer za lakiranje automobila, u bojenju plastičnih masa i tako dalje.